# Masaomi Kondō
Pour les articles homonymes, voir Kondō.
Masaomi Kondō (近藤 正臣, Kondō Masaomi), né le 15 février 1942 à Kyoto (Japon), est un acteur japonais.

## Filmographie partielle

### Au cinéma
- 1966 : Le Pornographe (Introduction à l'anthropologie) (Erogotoshi-tachi yori: Jinruigaku nyûmon) de Shōhei Imamura : Koichi Matsudo
- 1967 : Choueki juhachi-nen
- 1967 : Jûichinin no samurai
- 1969 : Yôen dokufu-den: Hitokiri okatsu : Rintaro
- 1969 : Kyôfu kikei ningen: Edogawa Rampo zenshû : Takeshi
- 1974 : Oniwaban : Uzujiko
- 1974 : Les Derniers Samouraïs (狼よ落日を斬れ, Ōkami yo rakujitsu o kire?) de Kenji Misumi : Hachiro Iba
- 1975 : Dômyaku rettô : Akiyama
- 1976 : Chokoso hoteru satsujin jiken : Anzu Inohara
- 1978 : Last of the Ako Clan (Akô-jô danzetsu) de Kinji Fukasaku : Hashimoto
- 1979 : Shōdō satsujin: Musuko yo (衝動殺人 息子よ?) de Keisuke Kinoshita : Matsuzaki
- 1984 : Natsufuku no Ibu
- 1994 : Chûshingura gaiden: Yotsuya kaidan : Iori Tamiya
- 1998 : Shinjuku Boy Detectives
- 2003 : The Man in White (Yurusarezaru mono) de Takashi Miike :
- 2003 : The Man in White Part 2: Requiem for the Lion
- 2005 : The Great Yokai War (Yôkai daisensô) de Takashi Miike : Shojo, the Kirin Herald
- 2006 : Monshen : Sakuichi
- 2009 : Tajomaru : Kagetoki
- 2015 : Ryûzô to 7 nin no kobun tachi : Masa
- 2015 : S: Saigo no Keikan - Dakkan: Recovery of Our Future
- 2016 : Kaizoku to yobareta otoko
- 2017 : Honnōji Hotel (本能寺ホテル, Honnō-ji hoteru?) de Masayuki Suzuki : narrateur